# Tasiusaq (Qaasuitsup)
Tasiusaq (Qaasuitsup) (ortografia antiga: Tasiussaq) é um assentamento no município de Qaasuitsup, noroeste da Gronelândia. Em gronelandês significa "baía com uma pequena saída". Em 2010 tinha 248 habitantes.

## Transporte
Durante dias de semana, a Air Greenland serve o assentamento com voos de helicóptero do Heliporto de Tasiusaq para o Heliporto de Innaarsuit e para o Aeroporto de Upernavik.

## População
Tasiusaq é um dos poucos assentamentos em Qaasuitsup exibindo padrões de crescimento populacional significativo ao longo das duas últimas décadas. 